# 大型ハドロン衝突型加速器

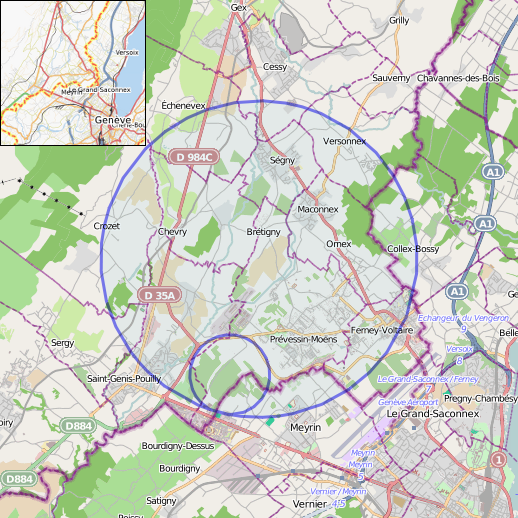
地図上で示したLHC

LHCの模式図

大型ハドロン衝突型加速器 (おおがたハドロンしょうとつがたかそくき、英: Large Hadron Collider、略称 LHC) は、高エネルギー物理実験を目的としてCERNが建設した、世界最大の衝突型円形加速器である。スイス・ジュネーブ郊外にフランスとの国境をまたいで設置されている。2008年9月10日に稼動開始した。

## 概要

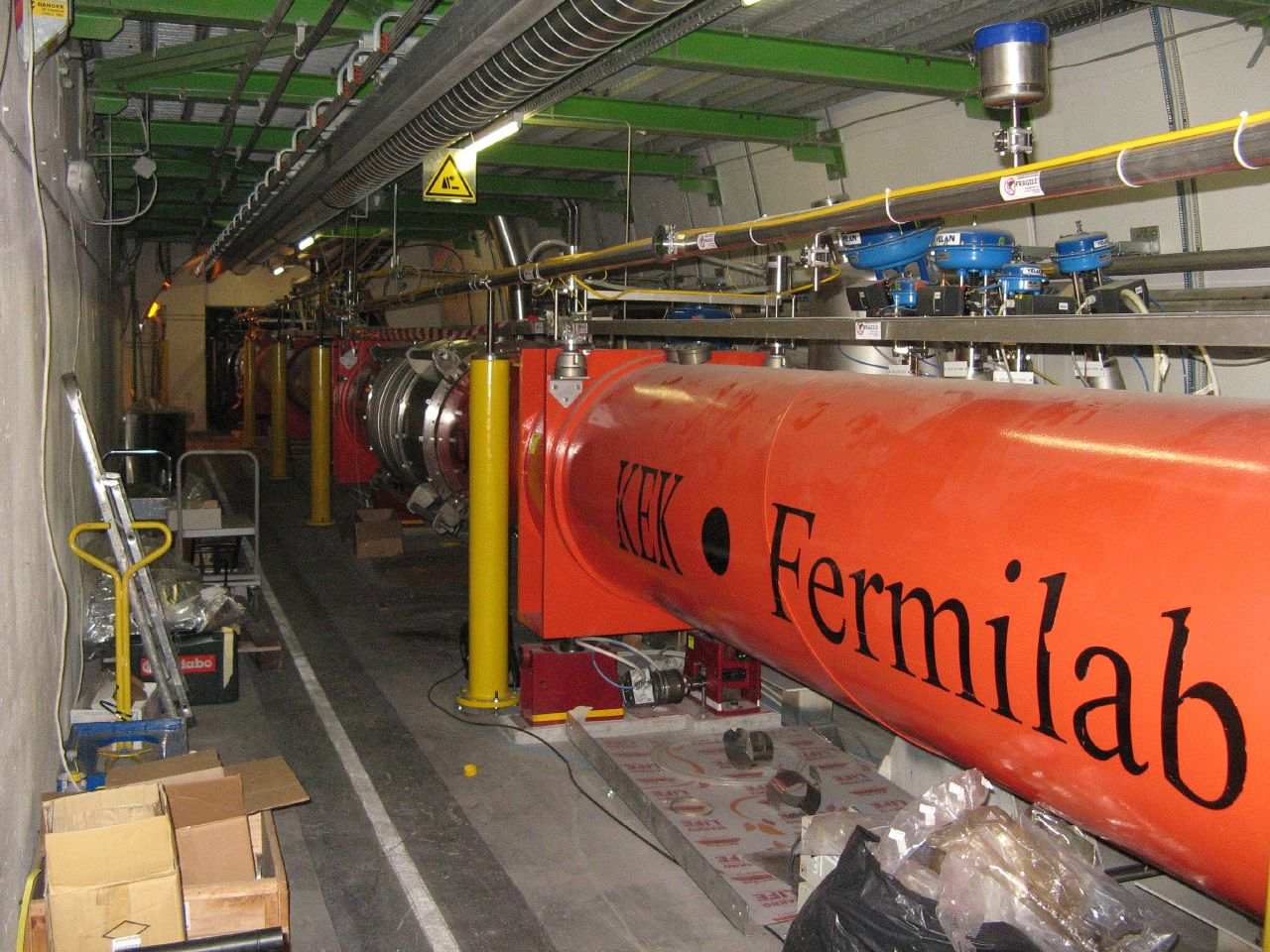
陽子ビームを収束するために用いられる超電導四重極電磁石

2000年に実験を終了した大型電子陽電子衝突型加速器(略称 LEP) で使われた地下トンネルに、陽子-陽子衝突のための加速器を新たに設置してLHCは建設された。その全周は約26.7 kmで、日本では全周34.5 kmの山手線に例える事がある。LEPで用いられた加速器(加速空洞)などは、全て超伝導型に置き換えられた。これは、電子に比べて陽子の質量が1836倍のため、強力な磁場を要することによる。
陽子ビームの衝突点には、地下100メートルの地点に6階建てのビルに相当する観測点4箇所に観測装置5台を設置し、高エネルギー物理現象から生じる粒子を観測する。これまでLEPでは、標準模型の検証実験が行われてきたが、LHCではより精度の高い標準モデルの検証を行う。大統一理論および超対称性理論を実験的に検証することが長期的な目的である。
LHCで用いる陽子ビームの安定性をシミュレーションする目的でBOINCを基盤としたLHC@homeプロジェクトを2004年から開始している。
LHCは、改良のため2013年2月から停止していたが、2015年4月5日に運転を再開した。改良によって粒子に与えられるエネルギーは、8兆電子ボルト（8TeV）から最大13兆電子ボルト（13TeV）へと引き上げられ、13TeVの衝突が2015年5月20日に初めて達成された
。

## 加速器概要
大型電子陽電子衝突型加速器(LEP)のための既存の設備を、より高輝度、高いエネルギー領域で実験ができるように、加速器（加速空洞）及び粒子誘導コイルは、ニオブ系の合金を用いた超伝導型に変更している。
LHC は陽子と陽子を衝突させる実験であり、陽子反陽子型ではない。反陽子を生成するためには、陽子シンクロトロンや陽子サイクロトロンで加速した陽子を、タングステンなどの金属に衝突させて生じる、反陽子を集めてそれを実験に用いる必要がある。実際に、CERNのSPS実験（LHCのブースター加速器として活用）や国立フェルミ研究所のテバトロン実験などでも実施しているが、後述の実験の中にあるような、高輝度・連続衝突を要する実験には向かないため、陽子-陽子型実験とした。将来は、陽子-反陽子型の実験も行われる可能性もあるが、未定である。

## 性能
加速手順
陽子イオン源からスタートし、陽子イオンを加速する線形加速器、そして陽子シンクロトロンへ陽子ビームを注入するための蓄積源としての陽子シンクロトロンブースター、陽子シンクロトロンブースターで加速された陽子ビームを、さらに加速するためのSuper Proton Synchrotron (SPS) 。SPSで蓄積され、バンチと呼ばれる状態になった陽子ビームをLHC本体へ注入し、最終加速を行う。衝突点での陽子衝突のイベントは、1秒間に800万回に達する。
SPSを建設するための研究過程で確率冷却法が開発されている。
加速装置
超伝導加速空洞により陽子ビームを 6.5TeV（1012電子ボルト）まで加速し、8テスラ 強の超伝導電磁石でその軌道を曲げて円形の周回軌道に乗せる。
6.5TeVの陽子ビームどうしを正面衝突させることによって、13TeVの衝突エネルギーを得る実験が可能である。

## 実験グループ
全ての実験グループは、理論的かつ実証的なシミュレーション実験並びにデータ解析を行うCERN（欧州原子核研究機構）の支援部門からの支援を受けている。各国の研究機関の参加に関しては、欧州原子核研究機構理事会によって決定することになっている。
- ATLAS実験 (A Toroidal LHC ApparatuS): 日本が主に参加している実験グループ、およびその実験装置の名称。高エネルギー加速器研究機構 (KEK)、筑波大学、東京大学、お茶の水女子大学、早稲田大学、東京工業大学、東京都立大学、信州大学、名古屋大学、京都大学、大阪大学、神戸大学、九州大学が参加している[8]。最前線で実験を行っている複数の研究者が共同で書いているLHCアトラス実験オフィシャルブログも公開されている。
- CMS実験（英語版） (Compact Muon Solenoid)
- LHCb実験（英語版） (LHC-beauty)
- ALICE実験 (A Large Ion Collider Experiment): 日本からは、広島大学、東京大学、筑波大学、長崎総合科学大学、奈良女子大学、理化学研究所、日本原子力研究開発機構の実験グループが参加している[9]。
- TOTEM実験（英語版） (Total Cross Section, Elastic Scattering and Diffraction Dissociation)
- LHCf実験（英語版） (LHC-forward)

### 各実験の目的
- ATLASでは、これまでの高エネルギー実験と同様にして、ドリフトチェンバーを用いた複合実験装置によって、陽子-陽子衝突によって得られた、素粒子を観測することが目的。
- CMSは ATLAS に並ぶ規模の検出器。衝突の結果得られた素粒子の崩壊先を観測することが目的。崩壊先の一つであるミューオンを測定する部分がコンパクトにできているので、Compact Muon Solenoid と呼ばれる。
- LHCbでは、KEKのB-Factoryと同様にして、標準理論の検証が目的。
- ALICEでは、重イオンの衝突実験を行い、クォークグルーオンプラズマ相などを明らかにすることが目的。
- TOTEMでは、素粒子の弾性散乱や回折分離実験を行うことが目的。
- LHCfでは、宇宙線の大気中での相互作用のシミュレーションモデルの検証が目的。

## 主な実験テーマ
- 高エネルギーの陽子・陽子衝突実験によって、標準模型を検証し、それを超える新しい物理を研究する (ATLAS, CMS)
  - 標準模型の中で唯一未発見であり、素粒子に質量をもたらすとされているヒッグス粒子の発見とその性質の測定。
  - 標準模型を超える新たな物理が予言する新たな粒子、現象の発見。超対称性理論に含まれる超対称粒子、余剰次元理論が予言するKaluza-Klein粒子、新たなゲージ理論の痕跡であるZ'粒子、W'粒子など。
- 高エネルギーの陽子・陽子衝突実験によって、B粒子の性質を測定することにより、物質と反物質の非対称性を研究する。（LHCb）
- 高エネルギーの重粒子加速衝突実験によって、クォーク・グルーオン・プラズマを生成し、その性質を測定する[注釈 3]。 (ALICE)

## 事故
- 2008年9月20日 - 電気系統の欠陥による大電流で装置の一部が溶けて大量のヘリウムが漏洩と発表。通常の時期であれば運転再開に2ヶ月程度を要すると見込まれるもの[10]であったが、冬期はCERNの定期的な保守点検作業にあてられるため、運転再開は2009年春にずれ込む見通しであった[11]。しかし再発防止策の追加やさらなるトラブルにより、度重なる延期の末、2009年11月20日にようやく再開された[12]。

## LHC実験の安全性に対する危惧および反論
- 余剰次元理論からの計算によれば、8TeV～12TeVの領域で、マイクロブラックホールが生成される可能性があり危険であるという理由から、フランス高等裁判所及び欧州裁判所に実験の中止を求める訴訟が起こされている。なお、余剰次元が実在したとしても、LHCのエネルギーでブラックホールが生じる可能性があるのは、（現時点で実験的には未決定な）理論中のパラメータ（余剰次元のサイズ）が既存の実験から許される上限に近いミリメートルオーダーである場合に限られる。つまり、たとえ理論が正しかったとしても、LHC程度のエネルギーでは極小ブラックホールは生じない可能性が高い。
- もし極小ブラックホールが出来たとしても、量子ブラックホールレベルの極小のものであり、ホーキング放射により瞬時に蒸発してしまう[13]。LHC実験で極小ブラックホールが発生し、それが崩壊せずに残るとするならば、それより遥かに高いエネルギーで降り注ぐ宇宙線のために、大気圏にLHC実験で発生するものより大きなブラックホールが残る事になる。
- 巨大な予算を必要とするため、一部の特権的科学者の利権であるとか、実用的な研究ではないという批判もある。